# Adhemar Ferreira de Camargo Neto
Adhemar Ferreira de Camargo Neto, född 27 april 1972 i Tatuí, är en brasiliansk tidigare fotbollsspelare.
Han vann skytteligan i Campeonato Brasileiro Série A 2000 med 22 gjorda mål.